# Pożar Moskwy (1812)

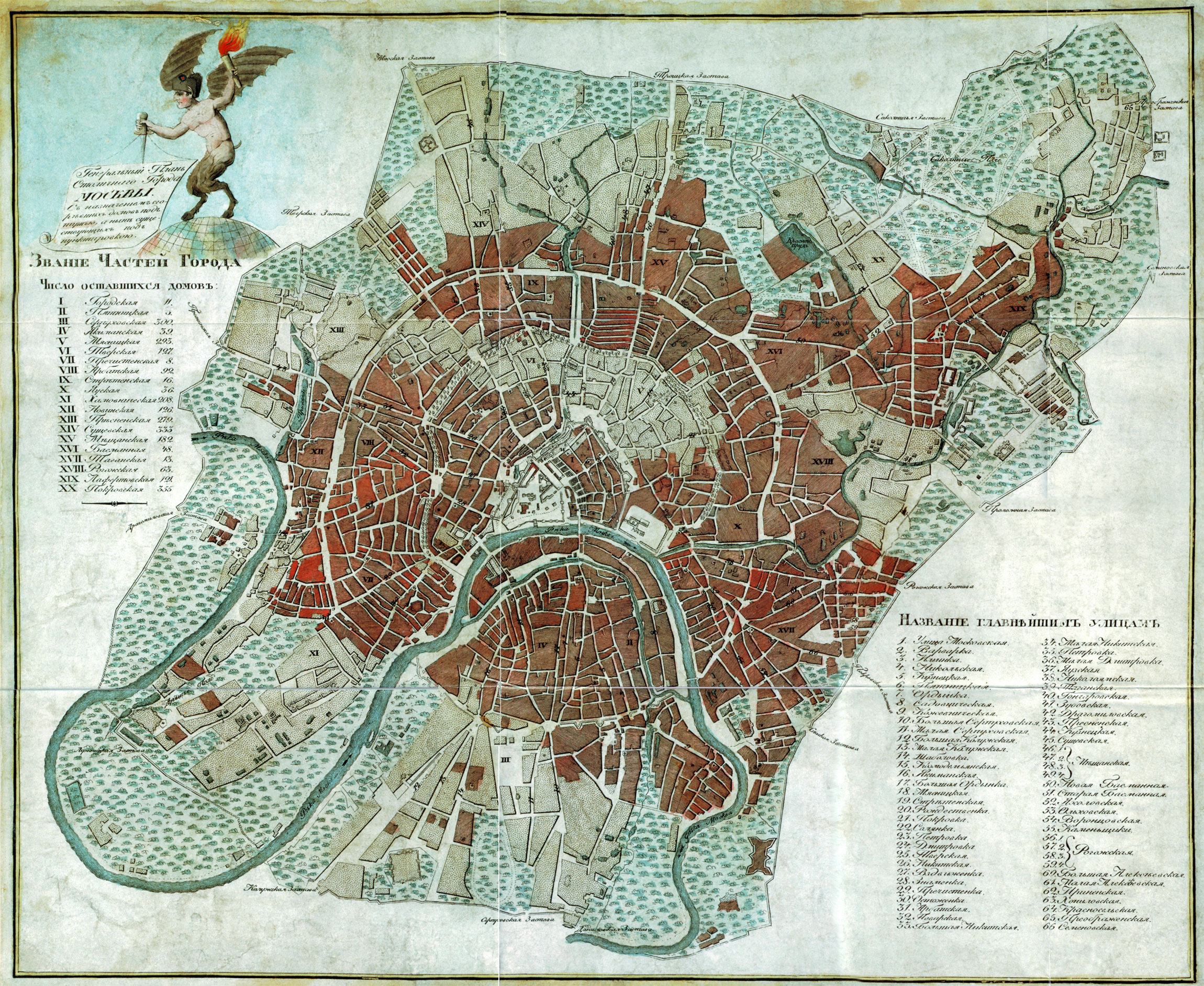
Mapa Moskwy (wydanie 1813) – kolorem czerwonym zaznaczono dzielnice zniszczone przez pożar

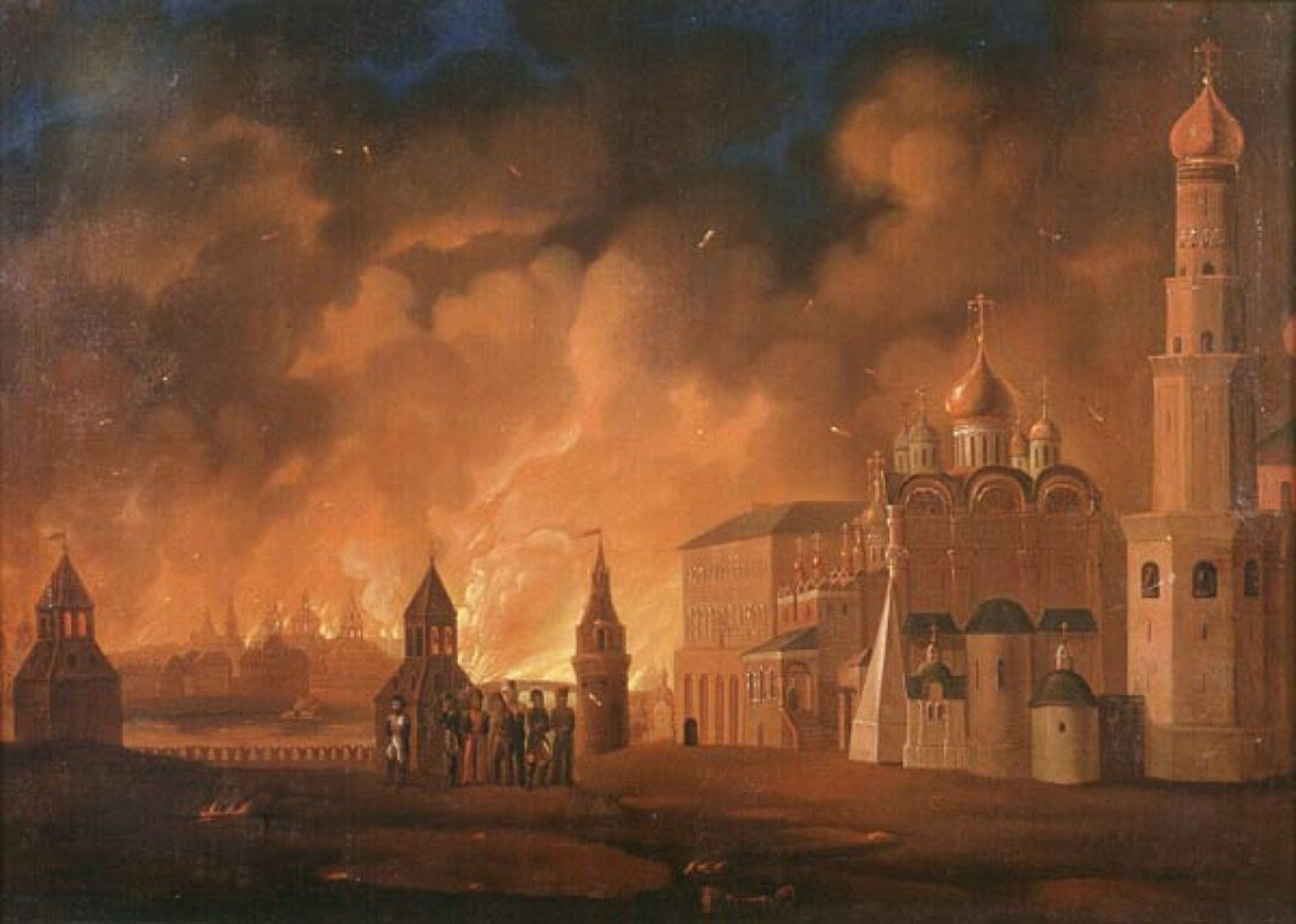
Alexey Smirnov: “Pożar Moskwy 1812”

Pożar Moskwy (ros. Московский пожар) – pożar, który trwał od 2 do 6 września (14–18 września) 1812 podczas okupacji Moskwy przez wojska francuskie. Armia Imperium Rosyjskiego opuściła miasto po bitwie pod Borodino. Pożar objął praktycznie cały Biały Gród i Ziemny Gród oraz znaczne obszary na obrzeżu miasta, niszcząc ¾ zabudowy.

## Chronologia wydarzeń
- 31 sierpnia / 12 września – cofająca się armia rosyjska rozbiła obóz w Filach. Trwała ewakuacja oraz żywiołowa ucieczka ludności cywilnej.
- 1 września / 13 września – rada wojenna w Filach akceptuje decyzję generała feldmarszałka Kutuzowa o opuszczeniu Moskwy bez walki.
- 2 września / 14 września – armia rosyjska wyruszyła na wschód wraz z tłumami uchodźców. W ślad za nimi do Moskwy wkroczyła awangarda Wielkiej Armii pod dowództwem marszałka Murata, która zajęła Kreml. Wieczorem do miasta wkroczyły główne siły wojsk cesarza Napoleona I. Według źródeł rosyjskich, tego dnia wybuchły pierwsze pożary.
- 3 września / 15 września – w godzinach porannych Napoleon I przy dźwiękach Marsylianki[potrzebny przypis] wkroczył na czele gwardii na Kreml. Pożar ogarnął cały Kitaj-gorod pod murami Kremla.
- 4 września / 16 września – rano Napoleon I opuścił Kreml i zamieszkał w Pałacu Pietrowskim. Świta Napoleona I przejechała przez płonący Arbat do rzeki Moskwy.
- 6 września / 18 września – po zniszczeniu trzech czwartych miasta, pożar powoli wygasał. Napoleon I powrócił na Kreml.
- 12 września / 24 września – z wyroku trybunału francuskiego rozstrzelano pierwszych podpalaczy.
- 6–7 października / 18–19 października – armia francuska opuściła Moskwę.

## Przyczyny pożaru
Istnieje wiele wersji powstania pożaru – celowe podpalenie opuszczonego miasta na rozkaz gubernatora Fiodora Rostopczyna, podpalenie przez rosyjskich dywersantów oraz działania francuskich okupantów. Pożary wybuchały w wielu miejscach, możliwe, że wszystkie wersje były uzasadnione.

## Skutki pożaru
Według szacunków, pożar pochłonął:
- 6496 z 9151 budynków mieszkalnych (w tym 6584 drewnianych i 2567 murowanych),
- 8251 sklepów, magazynów i tym podobnych,
- 122 z 329 świątyń (nie uwzględniając rabunków).

W ogniu zginęły 2 tys. rannych żołnierzy rosyjskich, pozostawionych w mieście przez wycofujące się oddziały.
Spłonął Uniwersytet, biblioteka Buturlina, teatry Pietrowski i Arbacki. Liczba ludności Moskwy zmniejszyła się z 270 do 215 tysięcy. Moskwa straciła znaczną część historycznych budowli, zwłaszcza drewnianych. Jednocześnie ruina całych dzielnic pozwoliła na modernizację urbanistyki miasta.

## Odbudowa
W lutym 1813 car Aleksander I powołał „Komisję budownictwa w Moskwie”, która działała do roku 1843. Plan ogólny miasta został zatwierdzony w roku 1817. Wytyczono między innymi Sadowoje Kolco (Pierścień Ogrodowy) – obwodnicę wokół centrum miasta.